# تشيرو فيرارا
تشيرو فيرارا (بالإيطالية:  Ferrara)‏، من مواليد 11 فبراير 1967، لاعب كرة قدم إيطالي سابق والمدرب السابق لفريق يوفنتوس.

## مسيرتة كلاعب
لعب مع منتخب إيطاليا لكرة القدم في خط الدفاع وكان من أبرز المدافعين في جيله واحد رموز كرة القدم في إيطاليا وفي نادي يوفنتوس ونابولي
حقق عدة القاب مع اليوفي ومع نادي نابولي وصلت إلى سبع القاب دوري إيطالي كما فاز بدوري ابطال أوروبا وكأس السوبر الأوروبي سنة 1996.

## مسيرتة كمدرب
استلم تدريب يوفنتوس في نهاية موسم 2008-2009 حتى أقيل بعد مباراة اليوفنتوس وإنتر ميلان في كأس إيطاليا موسم 2009-2010 بسبب النتائج غير المرضية للجماهير وكذلك إدارة النادي حيث خرج الفريق من دوري الأبطال والكأس الإيطالية مبكرا وكذلك تضائل حصوله على الدوري الإيطالي.
يذكر ان اليوفنتوس كان قد عانى من الاصابات في تلك الفترة، وهي أحد الأسباب التي أدت لسوء نتائج فيرارا التي كانت مرضية ومذهلة ببداية الموسم حتى اكتسحت موجة الاصابات الفريق الإيطالي.
واستبدله إداريي اليوفنتوس بالمدرب الإيطالي البيرتو زاكيروني مبررة ذلك على أنه أكثر خبرة بالتدريب بالكرة الإيطالية.

## روابط خارجية
- تشيرو فيرارا على موقع الاتحاد الدولي (مؤرشف)  (الإنجليزية)
- تشيرو فيرارا على موقع الاتحاد الأوربي (الإنجليزية)
- تشيرو فيرارا على موقع قاعدة بيانات كرة القدم.إي يو (الإنجليزية)
- تشيرو فيرارا على موقع ناشيونال فوتبول تيمز (الإنجليزية)
- تشيرو فيرارا على موقع Soccerway.com (الإنجليزية)
- تشيرو فيرارا على موقع عالم كرة القدم.نت (الإنجليزية)
- تشيرو فيرارا على موقع أوليمبيديا (الإنجليزية)